# Fiat 1400

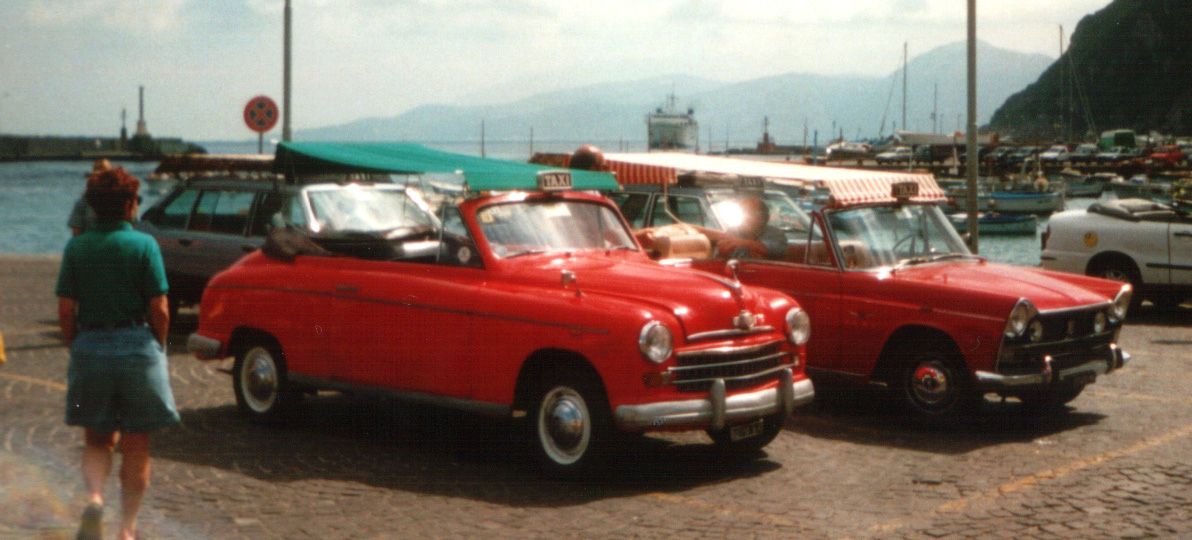
1400 Cabriolet som taxi.

Fiat 1400/1900 är en personbil, tillverkad av den italienska biltillverkaren Fiat mellan 1950 och 1958.
Fiats första efterkrigskonstruktion, 1400, presenterades på Genèvesalongen 1950. För första gången använde Fiat självbärande kaross, som sedan eller cabriolet. Den var försedd med en modern motor med mycket kort slaglängd och därmed låg kolvhastighet. Från 1953 fanns bilen med dieselmotor. 1954 presenterades A-modellen med starkare motorer och modifierad front. 1956 kom B-modellen, åter med starkare motorer och modifierad akter och front, med ett centralt placerat dimljus. Listverket förändrades och tvåfärgslackering infördes vilket förändrade utseendet radikalt.
På Bilsalongen i Paris 1952 tillkom 1900, med större motor. Kraftöverföringen ändrades gentemot 1400 genom femväxlad växellåda med enkel torrlamellkoppling samt en hydraulisk momentomvandlare som gjorde att växling sällen behövde ske. Det gick t.ex. att starta på 4:an. Istället för öppen kaross fanns coupén Gran Luce (på vissa marknader kallad Grand Vue). 1900:n följde den mindre modellens utveckling med A- och B-modeller.
Bilarna försågs även med specialkarosser från karossbyggare som Vignale och Ghia.
Produktionen uppgick till ca 167 000 st 1400:or, 13 500 st Diesel och 20 000 st 1900:or.
1400 tillverkades också av Seat.
Versioner:
| Modell | Motor              | Cylindervolym | Effekt   | Bränslesystem   |
| ------ | ------------------ | ------------- | -------- | --------------- |
| 1400   | 4-cyl radmotor ohv | 1395 cm³      | 44-56 hk | Enkel förgasare |
| 1400 D | 4-cyl radmotor ohv | 1901 cm³      | 40 hk    | Dieselmotor     |
| 1900   | 4-cyl radmotor ohv | 1901 cm³      | 60-80 hk | Enkel förgasare |